# Chester Simmons
Chester « Tre » Simmons (né le 24 juillet 1982 à Seattle, Washington, États-Unis) est un joueur de basket-ball professionnel américain.

## Biographie
Simmons effectue sa carrière universitaire à Odessa Junior College, Green River Community College et les deux dernières universitaires avec les Huskies de Washington de l'université de Washington. Il est nommé dans la Pacific Ten Conference First Team de la saison 2004-2005.
Simmons commence sa carrière professionnelle en 2006 quand il rejoint le club grec du PAOK Salonique. Il évolue ensuite dans la ligue espagnole, la Liga ACB, rejoignant lors de la saison 2006-07 le club de Grande Canarie, qui évolue également en Coupe ULEB. En cours de saison, il rejoint la Superleague, le championnat israélien, et signe pour le club Hapoël Galil Elyon. La saison suivante, il s'installe à Hapoël Holon avec lequel il remporte le championnat. Il rejoint le club Maccabi Tel-Aviv pour la saison 2008-09, club qui dispute la compétition majeure en Europe, l'Euroligue. Après une saison, il évolue dans un autre club de cette ligue, l'Hapoël Jérusalem. Il rejoint ensuite le club tchèque de Nymburk, puis en 2012 le club russe de Krasnye Krylya Samara avec lequel il remporte l'EuroChallenge 2012-2013 et la Coupe de Russie de basket-ball 2013. À l'été 2013, il retourne au ČEZ Basketball Nymburk.

## Palmarès
- Vainqueur de la Coupe de Russie de basket-ball 2013
- Vainqueur de l'EuroChallenge 2012-2013